# 南谷寺
南谷寺（なんこくじ）は、東京都文京区本駒込にある天台宗の寺院。山号は大聖山。院号は東朝院。大聖山東朝院南谷寺と称する。当寺の不動明王は、江戸五色不動のひとつ目赤不動（めあかふどう）として知られる。

## 歴史
当寺院は、元和2年（1616年）に比叡山の南谷にいた万行律師によって開かれた。彼は熱心な不動明王の信仰者であった。言い伝えによるとある夜、伊賀国（現在の三重県）の赤目山に行くよう夢でお告げがあり、赤目山の山頂で祈願していたところ、天から一寸二分ほどの黄金の不動明王像を授かったという。その後、江戸・下駒込の地（現・本駒込3丁目付近、東京都立駒込病院の近く）に庵を結び、不動明王像を安置した。この不動明王に対する人々の信仰は篤く、多くの参詣者が訪れた。この不動堂の前の坂道は「不動坂」と呼ばれ、現在は「動坂」と呼ばれている坂である。
寛永5年（1628年）鷹狩に訪れた三代将軍・徳川家光によりそれまで「赤目不動」と呼ばれていた、当寺の不動明王を目黒不動・目白不動にちなみ「目赤不動」と呼ぶように言われ、かつ現在の地を与えられ「大聖山東朝院」と号するようになった。天明8年（1788年）に上野の寛永寺の直末寺になると同時に、「南谷寺」の寺号を与えられた。
その後1945年に第二次世界大戦による戦災で本堂、不動堂などが焼失したが本尊は難を逃れた。戦後、本堂（1958年に再建）や不動堂（1983年に再建）が復興され現在に至っている。
本尊は阿弥陀如来（本堂）と目赤不動明王（不動堂）。

## 旧目赤不動跡地

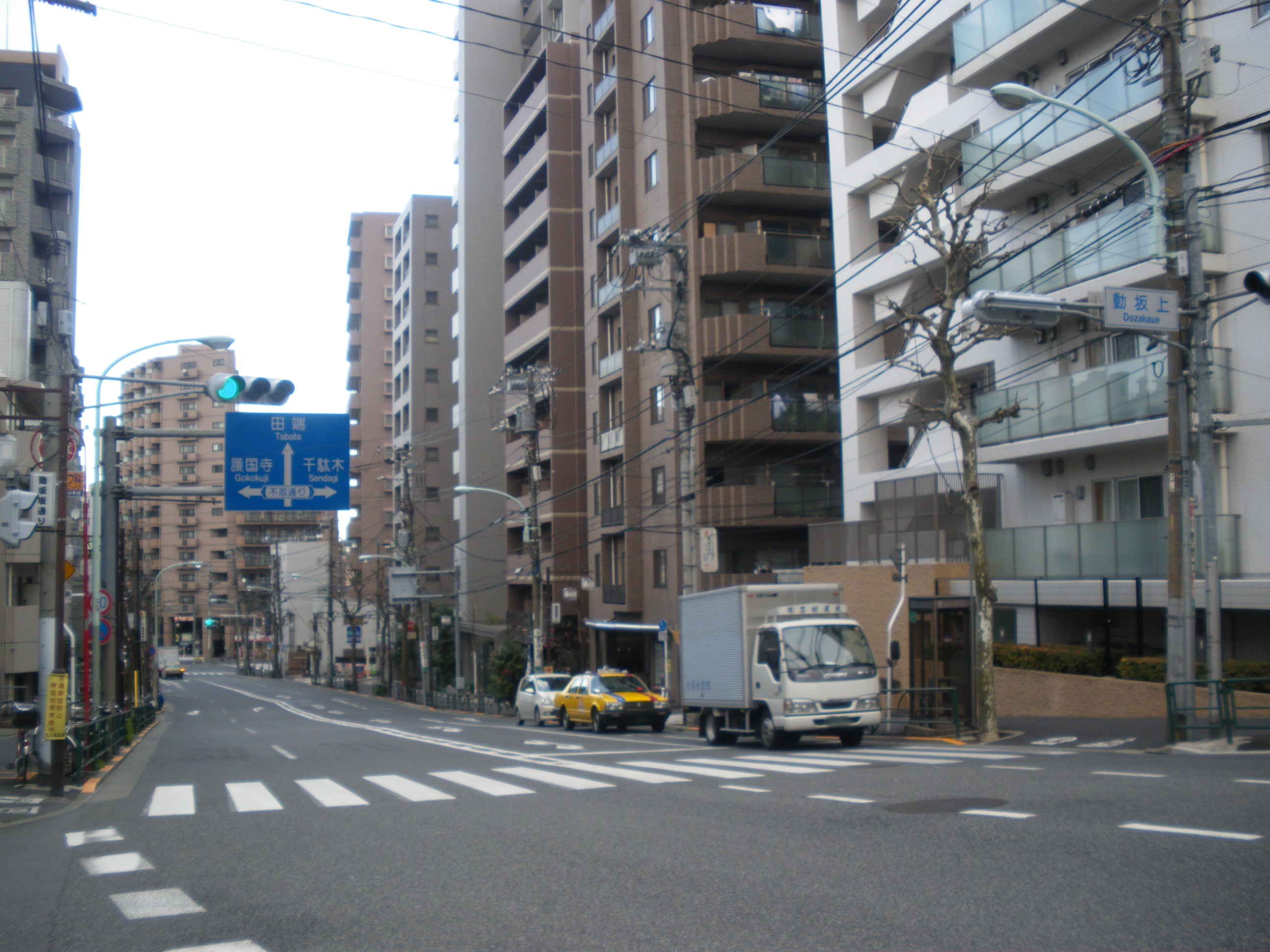
2009年時点の「動坂」

動坂は堂坂とも書かれる通り、かつて赤目不動の安置されていた動坂上には近年まで目赤不動跡と呼ばれる不動堂が存在していた。こちらも一度戦災で失われ、その後、堂は再建された。戦後の東京を舞台とした中井英夫の小説『虚無への供物』では目赤不動の再建予定地として紹介されている。しかし1983年に南谷寺の不動堂が再建されると旧跡地は五色不動としてのランドマークの役割を終え、1985年の区の土地整理の際に取り壊された。その後は駐車場となっている。目赤不動の旧地には日限地蔵が建立されていたが、取り壊しの際に近くの徳源院に移された。

## アクセス
- 〒113-0021 東京都文京区本駒込1-20-20
- 地下鉄南北線・本駒込駅より徒歩2分（経路案内）。
- 拝観は日中の時間帯のみ無料。
- 付近には吉祥寺など寺院が多い。